# Mišeluk

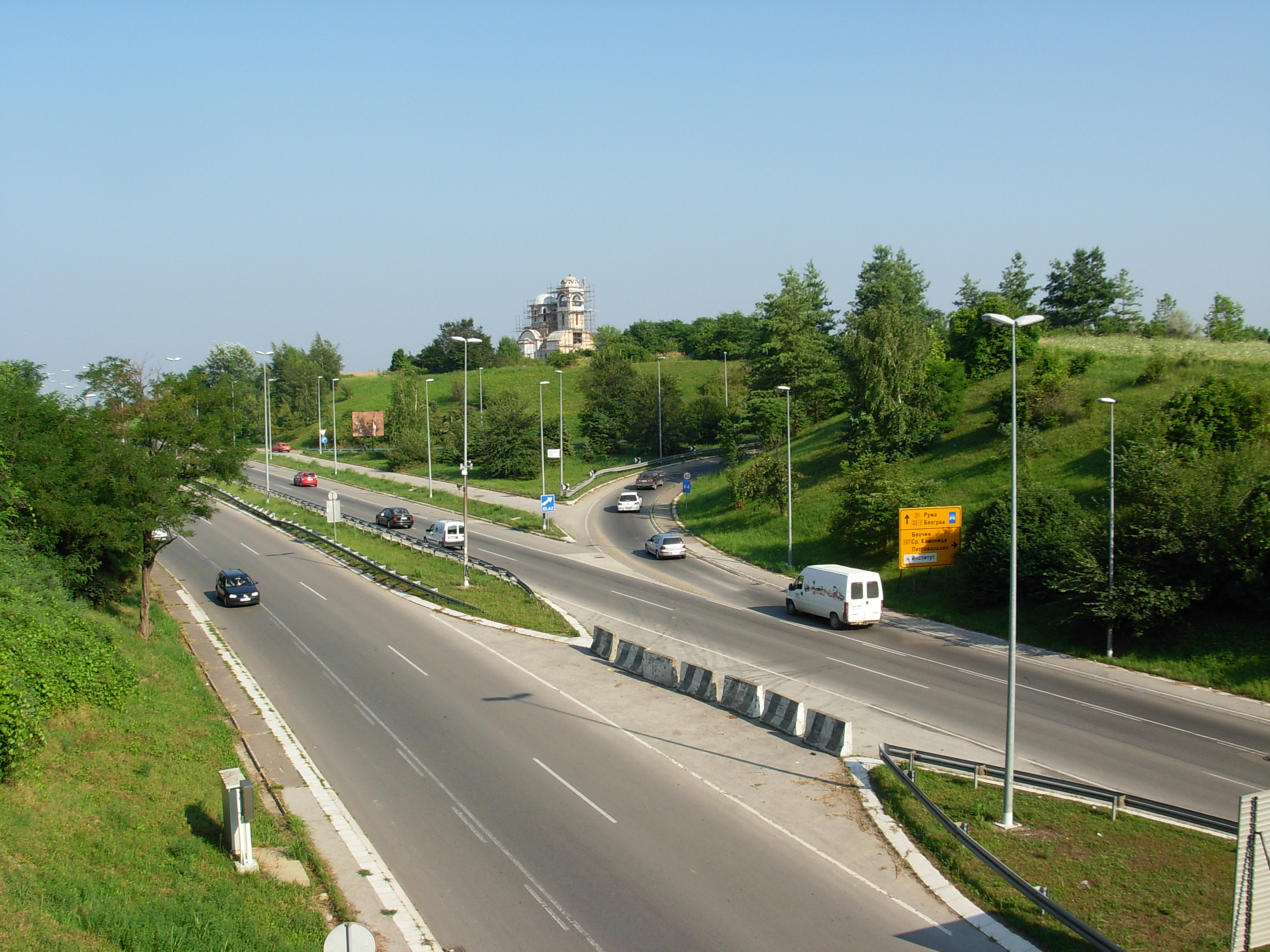
Čtyřproudá silnice z Nového Sadu. V pozadí se nachází kostel sv. Elijáše.

Mišeluk (v srbské cyrilici Мишелук) je název pro lokalitu v Petrovaradínu, v blízkosti města Novi Sad v Srbsku. Malý pahorek nad řekou Dunaj odděluje od Petrovaradína obec Sremska Kamenica, předměstí Nového Sadu. V lokalitě se nachází silniční tunel a sídlo Rádia a televize Vojvodiny.

## Historie
Na mapách třetího vojenského mapování se lokalita objevuje pod názvem Mišie lug.
Relativně prázdná plocha v blízkosti města Nového Sadu byla v 50. a 60. letech zvolena jako další oblast, kam se mohla metropole Vojvodiny rozrůstat. Předpokládaný vznik sídliště si nicméně vyžadoval vybudování nejprve nového dopravního napojení na zbytek města. V roce 1981 byl proto otevřen silničního čtyřproudého mostu, odsud měla pokračovat dálnice směrem k pohoří Fruška Gora dále na jih. V lokalitě mělo být vybudováno rozsáhlé sídliště obdobně, jako tomu bylo v případě novosadské místní části Liman, k výstavbě však nikdy nedošlo. Pro sídliště se počítalo až s čtyřiceti tisíci obyvateli a vznikem čtrnácti tisíců nových bytů. Jediným objektem, který se v lokalitě realizoval, bylo právě sídlo televizní stanice, zničené během bombardování Jugoslávie v roce 1999. Budova byla nakonec obnovena v roce 2019.
V současné době byl na Mišeluku postaven ještě pravoslavný kostel sv. Elijáše. Město Novi Sad považuje tuto lokalitu jako vhodnou pro další urbanistický rozvoj. Předpokládán je vznik souvislé zástavby, který propojí jak Sremskou Kamenici, tak i Petrovaradín. Nemá se však jednat o výškovou zástavbu.